# Olive Kitteridge
Olive Kitteridge è una raccolta di racconti, strutturata in forma di romanzo, della scrittrice statunitense Elizabeth Strout, pubblicata negli Stati Uniti nel 2008 e in Italia nel 2009.

## Trama
La vicenda si svolge per lo più nell'immaginaria cittadina di Crosby, nel Maine, dove vive Olive, ex insegnante di scuola e moglie del farmacista.
I tredici racconti rappresentano momenti temporali anche lontani tra loro, incentrandosi sia sulla famiglia di Olive (il marito Henry e il figlio Cristopher) che su altri personaggi della piccola comunità, con la particolarità che in ogni racconto è comunque presente o citata la protagonista.
Il filo conduttore dei racconti - che per la continuità narrativa si presentano con la forma di "romanzo per racconti" - è un diffuso dolore per i deludenti rapporti umani o famigliari, per il tradimento consumato o desiderato, per l'avanzare dell'età e per la paura della morte.
Olive, con il suo sguardo disincantato e cinico ma non meno sofferto, rappresenta alla fine un punto di riferimento per la sua comunità.

## Riconoscimenti
Olive Kitteridge ha vinto il Premio Pulitzer per la narrativa nel 2009 ed è stato finalista nel 2008 al National Book Critics Circle Award.
Il libro è stato inserito da Alessandro Baricco tra le cinquanta migliori letture degli ultimi dieci anni nella sua rubrica "Una certa idea di mondo" su Repubblica.

## Adattamento televisivo
Nel 2014 il canale via cavo HBO ha prodotto Olive Kitteridge, una miniserie televisiva in quattro parti con protagonista l'attrice Frances McDormand.

## Edizioni
Elizabeth Strout, Olive Kitteridge, traduzione di Silvia Castoldi, Fazi, 2009, ISBN 978-88-6411-033-2.